# Абдельбаги, Хусейн
Хусейн Абдельбаги (англ. Hussein Abdelbagi; род. 1960-е) — южносуданский государственный и политический деятель.

## Биография
По происхождению динка из провинции Северного Бахр-эль-Газаля. Родился в конце 1960-х годов, был сыном политически влиятельного вождя племени динка Султана Абдельбаги Акола (1928—2020), который считался духовным главой мусульман Южного Судана. 
Дослужился в армии до звания генерала и был начальником Генерального штаба Патриотической армии Южного Судана, вошедшей в состав Южносуданского оппозиционного союза. 25 августа 2018 года произошёл раскол Патриотической армии Южного Судана, и Хусейн Абдельбаги создал свою фракцию и уволил Костелло Гаранга Ринга за отказ от мирного процесса и нападения на общины на границе с Суданом. 23 июля 2019 года фракция Патриотической армии Южного Судана под руководством Костелло Гаранга Ринга заявила об отстранении Хусейна Абдельбаги от должности. Он стал спикером фракции Южносуданского оппозиционного союза во главе с Габриэлем Чангсоном Чангом после её раскола в ноябре 2018 года.
В рамках подписания соглашения о правительстве единства Южносуданскому оппозиционному союзу было разрешено назначить одного из пяти вице-президентов. Южносуданский оппозиционный союз не смог выбрать вице-президента, поэтому они уполномочили президента Сальваторе Киира выбрать из списка шести лидеров. 23 февраля 2020 года Сальваторе Киир выбрал кандидатуру Хусейна Абдельбаги, сделав его пятым вице-президентом. Хусейн Абдельбаги стал первым вице-президеном мусульманином Южного Судана и самым высокопоставленным мусульманином, входящий в состав любого правительства Южного Судана.